# (37956) 1998 HO53
1998 HO53 (asteroide 37956) é um asteroide da cintura principal. Possui uma excentricidade de 0.09150750 e uma inclinação de 2.17246º.
Este asteroide foi descoberto no dia 21 de abril de 1998 por LINEAR em Socorro.